# 奧地利的卡塔里娜 (1507-1578)
奧地利的卡塔里娜（葡萄牙語：Catarina；1507年1月14日—1578年2月12日）是卡斯蒂利亞國王费利佩一世與妻子胡安娜一世的幼女，於1525年成為葡萄牙國王若昂三世王后，在1557年至1562年间为年幼的孙子塞巴斯蒂昂担任摄政。

## 早期生活
卡塔里娜出生在托爾克馬達，並以她的阿姨卡塔里娜之名命名。她是費利佩一世的遺腹女。费利佩死后，她精神不穩定的母親胡安娜一世被父亲即她的外祖父阿拉贡国王费尔南多二世囚禁在托德西亚斯王宫的圣克拉拉修道院。除了二哥费尔南多以外，卡塔里娜的其他四个兄姐均出生在低地國，並由姑姑和舅妈瑪格麗特撫養。胡安娜坚持亲自抚养卡塔里娜，费尔南多二世意欲安抚胡安娜，遂同意。
在费尔南多摄政及其死后卡塔里娜的兄长卡尔登基为阿拉贡和卡斯蒂利亚共治国王卡洛斯一世期间，卡塔里娜和名为两国共治君主的母亲一同被关在修道院里。1520年城市公社暴动初期，暴动者曾攻占没有防御的托德西亚斯。12月王军收复托德西亚斯时大肆劫掠，将卡塔里娜的马鞍也偷走了。
卡塔里娜曾为了维护母亲对抗负责照顾母亲的德尼亚侯爵。卡塔里娜到达婚龄后，卡洛斯一世才在罗耀拉建议下将其释放并出嫁，而其母胡安娜则继续被囚禁至死。

## 王后
卡塔里娜和葡萄牙国王若昂三世生有九个孩子，但只有玛丽亚·曼努埃拉公主和若昂·曼努埃尔王子长大成人，且都在他们生前去世。
1557年若昂三世死后，若昂·曼努埃尔王子的儿子塞巴斯蒂昂一世继位。卡塔里娜与儿媳也是侄女胡安娜争夺摄政权。当时已退位的卡洛斯一世出面协调，选择让卡塔里娜摄政而将胡安娜召回西班牙。
1562年，卡塔里娜将摄政权交给小叔子恩里克。